# Fresh start (комікс)
«Fresh Start» (англ. Свіжий старт, новий початок) — це перезапуск серії коміксів видавництва Marvel Comics у 2018 році.

## Зміни у Всесвіті Marvel
Перезапуск покаже повернення Залізної Людини, Капітана Америки, Тора та Халка в їх класичних особистостях - Тоні Старк, Стів Роджерс, Тор Одінсон і Брюс Беннер відповідно. Останнім часом всі ці персонажі були замінені спадковими героями. Старк помер у "Civil War II", і його обладуки надягнув лиходій д-р Віктором фон Думом в "Infamous Iron Man" і афро-американська Рірі Вільямс у "Invincible Iron Man". Сем Вілсон, також відомий як Сокіл, був давнім напарником Капітана Америки, тож він і взяв його мантію у "All-New Captain America". Джейн Фостер, вторинний персонаж Тор-коміксів, стала жіночим Тором у "Thor vol. 4". Брюс Банер теж помер у "Civil War II", і корейсько-американський Амадеус Чо став новим Халком. Також побачимо повернення першої родини Marvel, Фантастичної четвірки
Тизер-постер показує Джессіку Джонс та Майлза Моралеза, персонажів створених Браяном Майклом Бендісом. Попри нещодавній переїзд Бендіса у DC Comics; постер підтверджує що Marvel продовжують публікувати цих персонажів.

## Анонсовані серії
| Назва                               | Дата Старту   | Сценарист       | Художник           |
| ----------------------------------- | ------------- | --------------- | ------------------ |
| Avengers #1                         | Травень 2018  | Джейсон Аарон   | Ед МакГіннесс      |
| Black Panther #1                    | Травень 2018  | Та-Нехісі Коутс | Даніель Акун'я     |
| Venom #1                            | Травень 2018  | Донні Кейтс     | Райан Штегман      |
| Quicksilver: No Surrender #1 (з 5)  | Травень 2018  | Саладін Ахмед   | Эрік Нгуен         |
| Ant-Man and the Wasp #1 (з 5)       | Червень 2018  | Марк Уейд       | Хав'ер Гаррон      |
| Deadpool #1                         | Червень 2018  | Скотті Янг      | Нік Клейн          |
| Doctor Strange #1                   | Червень 2018  | Марк Уэйд       | Ісус Сайз          |
| Immortal Hulk #1                    | Червень 2018  | Аль Ювінг       | Джо Беннетт        |
| Cloak and Dagger #1 (з 5)           | Червень 2018  | Денніс Гоуплесс | Девід Мессіна      |
| Sentry #1                           | Червень 2018  | Джефф Лемрі     | Кім Хасінто        |
| Thor #1                             | Червень 2018  | Джейсон Аарон   | Майк Дель Мундо    |
| Tony Stark: Iron Man #1             | Червень 2018  | Ден Слот        | Валеріо Шіті       |
| Amazing Spider-Man #1               | Липень 2018   | Нік Спенсер     | Райан Отлі         |
| Captain America #1                  | Липень 2018   | Та-Нехісі Коутс | Лейніл Юй          |
| The Life of Captain Marvel #1 (з 5) | Липень 2018   | Маргарет Столь  | Карлос Пачеко      |
| Mr. and Mrs. X #1                   | Липень 2018   | Келлі Томпсон   | Оскар Базалда      |
| Ghost Rider #1 (з 5)                | Липень 2018   | Донні Кейтс     | Ділан Бернетт      |
| X-23 #1                             | Липень 2018   | Маріко Тамакі   | Хуан Кабал         |
| Fantastic Four #1                   | Серпень 2018  | Ден Слот        | Сара Пічеллі       |
| Punisher #1                         | Серпень 2018  | Мет'ю Розенберг | Ріккардо Бурчієллі |
| Multiple Man #1 (з 5)               | Серпень 2018  | Мет'ю Розенберг | Енді Макдональд    |
| Asgardians of the Galaxy #1         | Вересень 2018 | Каллен Бунн     | Маттео Лоллі       |
| Iceman #1                           | Вересень 2018 | Сіна Ґрейс      | Нейт Стокман       |
| The Unstoppable Wasp #1             | Жовтень 2018  | Джеремі Вітлі   | ҐуріГ'юрі          |

## Критика
Девід Барнетт з "The Guardian" зазначив, що більшість персонажів, що беруть участь, з'явилися в останніх фільмах чи телевізійних серіалах, або збираються це зробити, і критикували ці зусилля, наслідувати заслуги цих творів, а не повною мірою скористатися можливостями коміксового середовищае для створення фантастичного та науково-фантастичного життя без обмежень бюджетів спеціальних ефектів. Він також вважав, що Marvel може відступити від своїх спроб створення коміксів з різноманітними жіночими, чорними, азійськими та ЛГБТ-персонажами, натомість намагаючись погладити його консервативну аудиторію. Грем Макміллан з "The Hollywood Reporter" зазначив, що Marvel оголошує про широкі релаксації щорічно починаючи з 2012 року, але вони надають обмежені зміни.